# New Jersey Pinelands National Reserve
La New Jersey Pinelands National Reserve est une aire protégée américaine. Gérée par le National Park Service, elle protège 4 711 km2 au New Jersey. Elle a été créée le 10 novembre 1978 et constitue une réserve de biosphère depuis 1988.